# 뭉툭혹줄모래풍뎅이
뭉툭혹줄모래풍뎅이(학명: Rhyssemus inscitus 리세무스 잉스키투스[*])는 원래 아프로-동양 지역, 인도네시아 및 오스트레일리아 전역에 퍼져 사는 풍뎅이이다.

## 분포
이 종은 마다가스카르, 인도, 스리랑카, 인도네시아, 라오스, 미얀마, 네팔, 남중국, 일본, 태국, 필리핀, 베트남, 파푸아 뉴기니 및 오스트레일리아에서 발견된다.
2025년, 충남 태안군과 제주도에서 서식하는 것이 확인되었다.